# 偏钛酸
偏钛酸（Metatitanic acid），别名钛酸，分子式H2TiO3。

## 性质
白色粉末，不溶于水、无机酸和碱（新沉淀的偏钛酸除外）。

## 制备
由硫酸氧钛水解，然后水洗、过滤、烘干而制得。
{\displaystyle {\rm {\ TiOSO_{4}+2H_{2}O\rightarrow H_{2}TiO_{3}+H_{2}SO_{4}}}}